# Charles Diehl
Pour les articles homonymes, voir Diehl.
Charles Diehl, né le 4 juillet 1859 à Strasbourg et mort le 1er novembre 1944 à Paris, est un historien, historien de l'art et universitaire français, spécialiste de l'Empire byzantin,.

## Biographie
Élève de l'École normale supérieure (1878-1881), agrégé d'histoire (1881), Charles Diehl est membre de l'École française de Rome (1881-1883) et de l'École française d'Athènes (1883-1885). Le 24 décembre 1888, il soutient ses deux thèses de doctorat ès lettres à la Faculté de Paris. La première, en français, traite de l'administration byzantine dans l'exarchat de Ravenne, entre 568 et 751. La deuxième, en latin, s'intéresse à un ouvrage de Xénophon.  
A partir de 1885, Charles Diehl est professeur d'histoire byzantine à l'Université de Nancy, puis à la Sorbonne (1899-1934). Il devient également, en 1910, membre de l'Académie des inscriptions et belles-lettres, mais est battu en 1935 par l'écrivain et chirurgien Georges Duhamel lors de l'élection au fauteuil no 30 de l'Académie française. 
Membre de la Medieval Academy of America, de Académie serbe des sciences et des arts et de l'Académie des sciences de Russie, il est également membre correspondant  de l'Académie royale d'histoire ainsi que de l'Académie roumaine.    
Président honoraire de la Société philologique hellénique de Constantinople, il est membre de plusieurs sociétés savantes dont la Société archéologique d'Athènes, la Société pour les études byzantines (Athènes), la Society for the Promotion of Hellenic Studies (en) et la Reale Deputazione veneta di Storia,.   

## Apport à l'histoire byzantine
Charles Diehl est l'un des meilleurs représentants des Études byzantines français qui émergent à la fin du XIXe siècle,. À cette époque, le monde byzantin est l'objet d'une certaine fascination qui s'exprime particulièrement dans les arts, avec la pièce Théodora de Victorien Sardou en 1884. Dans le domaine de la science historique, la vision négative de Byzance héritée du siècle des Lumières disparaît peu à peu au profit d'un réexamen et d'une plus grande considération apportée à l'originalité de la civilisation byzantine. Charles Diehl s'intègre dans ce mouvement qu'il nourrit. Il est le premier à occuper la chaire d'histoire byzantine créée à l'université de Paris en 1899 et plusieurs de ses ouvrages ont été marquants, notamment sa biographie de Justinien, Justinien et la civilisation byzantine au VIe siècle ou ses Figures byzantines décrivant plusieurs personnages emblématiques de l'histoire byzantine. En publiant Théodora, impératrice de Byzance, il a voulu donner une vision plus mesurée de l'impératrice byzantine, en contrepoint de l'image de femme fatale et manipulatrice popularisée par Victorien Sardou. Cet ouvrage témoigne alors des liens entre la construction de la byzantinologie comme science historique à part entière et la place de Byzance dans la culture artistique de l'époque, ces deux mouvements s'enrichissant conjointement. Si la perspective de Charles Diehl est résolument scientifique, à l'image de ses études fouillées sur l’Afrique byzantine (1896) ou l’Exarchat de Ravenne (1888), ses ouvrages sont écrits pour le grand public et participent à nourrir la curiosité d'alors pour le monde byzantin,. Aux côtés de Gustave Schlumberger, de Ferdinand Chalandon ou d'Alfred Nicolas Rambaud, il est donc l'un des byzantinistes majeurs des années 1880-1910 et son héritage est recueilli par son élève Louis Bréhier (1868-1951). 

## Publications
- L'Art byzantin dans l'Italie méridionale, Paris, Librairie de l'art, 1894[17]
- Études sur l'administration byzantine dans l'Exarchat de Ravenne, Rome, Bibliothèque des Écoles françaises d'Athènes et de Rome, 1888[18]
- Études d'archéologie byzantine. L'église et les mosaïques du couvent de Saint-Luc en Phocide, Paris, Ernest Thorin éditeur, coll. « Bibliothèque des Écoles françaises d'Athènes et de Rome no 55 », 1889, 73 p. (lire en ligne)
- Excursions archéologiques en Grèce, Paris, Armand Colin, 1890
- L'Afrique Byzantine : Histoire de la domination Byzantine en Afrique (533-700), Paris, E. Leroux, 1896
- Botticelli, Paris, Librairie de l'art ancien et moderne, 1900[19]
- En Méditerranée : Promenades d'histoire et d'art, Paris, Armand Colin, 1901
- Justinien et la civilisation byzantine au VIe siècle, photographies de Michel Berthaud, Paris, E. Leroux, 1901[20]
- Études byzantines, Paris, Picard, 1903
- Ravenne, Paris, H. Laurens. coll. Les Villes d'art célèbres, 1903[21]
- Théodora, impératrice de Byzance, Paris, De Boccard, 1904[22],[23]
- Figures Byzantines, Paris, Armand Colin, 1906[24]
- Palerme & Syracuse, Paris, H. Laurens, 1907
- Manuel d'art byzantin, Paris, Picard, 1910[25]
- Une république patricienne: Venise, Paris, Flammarion, 1913
- Venise, Paris, Flammarion, 1915
- Dans l'Orient byzantin, Paris, De Boccard, 1917[26]
- Byzance, grandeur et décadence, Paris, Flammarion, 1919[27]
- Jérusalem, Paris, H. Laurens, 1921
- Manuel d'art byzantin, Paris, Picard, 1926
- Choses et gens de Byzance, Paris, De Boccard, 1926
- L'Art chrétien primitif et l'art byzantin, Bruxelles, Éditions G. Van Oest, 1928
- La Peinture byzantine, Bruxelles-Paris, Éditions G. Van Oest, 1933[28]
- Histoire de l'Empire byzantin, Paris, Picard, 1934
- Constantinople, Paris, H. Laurens, 1935
- Le monde oriental de 395 à 1081 (avec Georges Marçais), Paris, Presses universitaires de France, 1936[29]
- Les Grands Problèmes de l'Histoire Byzantine, Paris, Armand Colin, 1943[30]

## Distinctions

### Décorations
- Grand officier de la Légion d'honneur (1939)[10].

### Docteur Honoris causa
Il est docteur honoris causa de nombreuses universités, parmi lesquelles : l'université Harvard,  l'université libre de Bruxelles, l'université nationale et capodistrienne d'Athènes, l'université de Belgrade et l'université de Bucarest.

### Récompenses
- Prix Montyon (1891)[31].
- Prix Marcelin Guérin (1907)[31].
- Grand prix de l’Académie française (1944)[31].

## Documentation
Ses archives sont déposées à l'Institut national d'histoire de l'art.